# Nativism (filozofie)
În filozofie, nativismul (sau inatismul) este un curent conform căruia ideile, structurile mentale sunt înnăscute, adică prezente în mintea umană chiar din momentul nașterii.
Conceptul a apărut ca o reacție opusă ideilor filozofilor empiriști englezi John Locke (1632 - 1704) și David Hume (1711 - 1776), care considerau mintea umană drept o entitate "tabula rasa", o foaie albă, pe care ulterior se imprimă experiența și cunoștințele de-a lungul vieții individului.
Cei mai importanți filozofi care pot fi încadrați în acest curent:
- René Descartes (1596 - 1650)
- Gottfried Leibniz (1646 - 1716).